# Cửu Lý
Cửu Lý (chữ Hán giản thể: 九里区, âm Hán Việt: Cửu Lý khu) là một quận thuộc địa cấp thị Từ Châu, tỉnh Giang Tô, Cộng hòa Nhân dân Trung Hoa. Quận này có diện tích 98 km², dân số 196.000 người.
Về mặt hành chính, quận Cửu Lý được chia ra 13 nhai đạo là Bàng Trang, Lợi Quốc, Đào Viên, Tam Hà Tiêm, Sá Thành, Nghĩa An, Trương Tập, Điện Hán, Trương Song Lâu, Cửu Lý, Thập Đồn, Tô Sơn, Hỏa Hoa.